# Euglossa singularis
Euglossa singularis là một loài Hymenoptera trong họ Apidae. Loài này được Mocsáry mô tả khoa học năm 1899.

## Hình ảnh

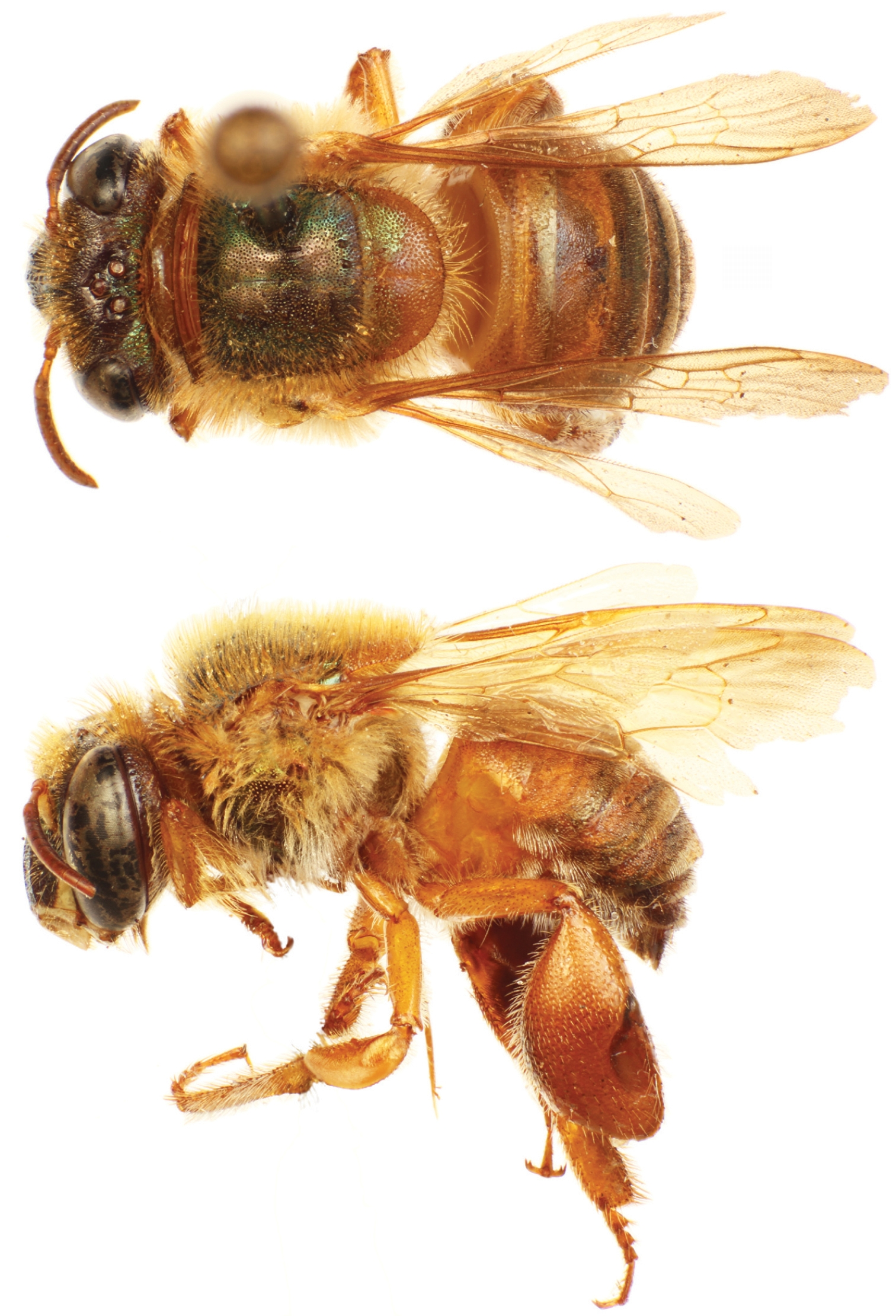